# Dernière nuit à Tremor
Dernière nuit à Tremor (La última noche en Tremor) est une série télévisée dramatique espagnole en huit épisodes, créée par Oriol Paulo et Jordi Vallejo d'après un roman de Mikel Santiago, diffusée depuis le 25 octobre 2024 sur Netflix.

## Synopsis
Álex est un compositeur de musique de film qui s'est installé dans la petite ville côtière de Tremor pour prendre de la distance avec sa vie professionnelle. Une nuit, il voit sa compagne Judy debout lui parler alors qu'elle dort dans une autre pièce. Le lendemain, en rentrant d'une soirée chez ses voisins Leo et María, il est frappé par la foudre. Il se met alors à avoir des visions qui semblent réelles, montrant le meurtre de ses voisins. Sa compagne Judy l'encourage à voir une spécialiste des traumatismes : la clé de ces visions se trouve peut-être dans son passé, hanté par une mère qui prétend voir l'avenir.

## Distribution
- Javier Rey : Álex de la Fuente
- Ana Polvorosa : Judy Garmendia
- Guillermo Toledo : Leo Bazán
- Pilar Castro : María Vargas
- Nora Navas : Elvira de la Fuente, la mère d'Álex
- Josean Bengoetxea : Isaak de la Fuente, le père d'Álex
- Carla Quílez : Bea de la Fuente, la fille d'Álex
- Jordi Catalán : Bruno de la Fuente, le fils d'Álex
- Ana Wagener : Victoria Kauffman, la spécialiste
- Carlota Olcina : Paula Valtierra
- Carme Pla : Viviana Pardales
- David Bagés : Peio
- Marta Marco : la doctoresse
- Andrés Zambrana  Álex de la Fuente adolescente
- Laura Gaja : Estrella Escudé
- Antonio Buíl : Ramiro Escudé, le père d'Estrella
- Clara Segura : l'inspectrice Ruth Calabria

## Production

### Développement
Après Les Lignes courbes de Dieu, le réalisateur Oriol Paulo s'intéresse au roman La última noche en Tremore Beach de Mikel Santiago, de sa sensation d'inquiétude constante, et du rapport au traumatisme. 
Il décide de consacrer un épisode entier à un événement du roman qu'il estime insuffisamment traité dans le roman, sur un viol collectif en France.

### Attribution des rôles
Le rôle principal revient à Javier Rey, vu entre autres dans Fariña et Sin fin, le rôle de Judy est attribué à Ana Polvorosa connue pour Mi gran noche ou Les Demoiselles du téléphone, le voisin Leo est joué par Guillermo Toledo qui a des rôles principaux dans des films des années 2000 comme Un lit pour quatre et Le Crime farpait, le rôle de sa femme est dévolu à Pilar Castro, vue dans Julieta ou encore Quelqu'un doit mourir, et la mère d'Álex est interprétée par Nora Navas, primée pour ses rôles dans Pain noir et Libertad.

### Tournage
Le tournage de la série débute en mars 2023 dans la province des Asturies, dans le village portuaire de Puerto de Vega sur la commune de Navia.
Les scènes situées à Toulouse ont en fait été tournées à Perpignan pour « s’économiser quelques kilomètres ».

### Fiche technique
- Titre : La última noche en Tremor
- Scénario : Oriol Paulo, Jordi Vallejo et Lara Sendim
- Réalisation : Oriol Paulo
- Photographie : Bernat Bosch et Albert Pascual
- Montage : Fernando Alfonsín, Guillermo de la Cal, Judith Miralles et Luis Rico
- Musique : Fernando Velázquez
- Production : Netflix España, Acantilado Studio, Sospecha Films, Think Studio, Colosé Producciones et Juanita Films
- Distribution : Netflix
- Langues : castillan

## Épisodes
1. Ne sors pas de la maison (No salgas de casa)
2. Blanchard
3. Déjà morte une fois (Una vez estuve muerta)
4. Pour Judy (PAra Judy)
5. Maman (Mamá)
6. Petit village, gros scandales (Pueblo pequeño, infierno grande)
7. Nous devons partir (enemos que irnos)
8. Dernière nuit (La última noche)

## Réception critique
Pour Xavier Leherpeur sur France Inter, la série est « Un paradigme référencé de fiction infernale, très réussi dans sa manière d’édifier autour de son héros un labyrinthe névrotique et paranoïaque dans lequel la mise en scène plonge aussi les spectateurs ».